# Sindey Balderas
Sindey Balderas Melgar (Cuernavaca, México el 20 de junio de 1976) es un exfutbolista mexicano que se desempeñaba como defensa central, empezó su trayectoria con los Tigres UANL el 10 de abril de 1999 en el partido de UANL Vs UAG

## Trayectoria
Empezó a jugar con Tigres. Debutó en el verano de 1999 bajo el mando de Miguel Mejia Barón debutando en el minuto 30 del segundo tiempo, entrando por Fabián Peña su primer gol fue en el Clásico Tigres Vs Monterrey cayendo al minuto 13 del primer tiempo.
La máxima cantidad de goles fueron en el invierno 2001 con 4 goles bajo el mando de Ricardo Ferreti después de terminar el Clausura 2007 se va de Tigres, para seguir su trayectoria como futbolista con el extinto equipo de los Tiburones Rojos de Veracruz que un año después cae a Primera "A" bajo el mando de Miguel Herrera después llega a Indios de Ciudad Juárez para el Apertura 2008.

### Clubes
| Club                    | País                | Año         | Partidos | Goles | Media |
| ----------------------- | ------------------- | ----------- | -------- | ----- | ----- |
| Tigres UANL             | México              | 1998 - 2007 | 191      | 6     | 0.03  |
| Veracruz                | México              | 2007 - 2008 | 26       | 1     | 0.04  |
| Indios de Ciudad Juárez | México              | 2008 - 2010 | 51       | 1     | 0.02  |
| Total en su carrera     | Total en su carrera | 1999 - 2010 | 268      | 8     | 0.03  |

## Selección nacional

### Participaciones en Copa Oro
| Copa                            | Sede           | Resultado        |
| ------------------------------- | -------------- | ---------------- |
| Copa de Oro de la Concacaf 2002 | Estados Unidos | Cuartos de final |

### Partidos internacionales
| # | Fecha               | Rival         | Sede     | Estadio           | Resultado | Competición                     |
| - | ------------------- | ------------- | -------- | ----------------- | --------- | ------------------------------- |
| 1 | 19 de enero de 2002 | El Salvador   | Pasadena | Estadio Rose Bowl | 1-0       | Copa de Oro de la Concacaf 2002 |
| 2 | 21 de enero de 2002 | Guatemala     | Pasadena | Estadio Rose Bowl | 3-0       | Copa de Oro de la Concacaf 2002 |
| 3 | 26 de enero de 2002 | Corea del Sur | Pasadena | Estadio Rose Bowl | 0-0       | Copa de Oro de la Concacaf 2002 |

- Datos: Q5554695